# Bine
Bine je moško osebno ime

## Različice imena
- Moške oblike imena: Binček
- Ženske oblike imena: Bina, Binca

## Izbor imena
Ime Bine je izpeljanka iz imena Albin.

## Pogostost imena
Po podatkih SURS-a je bilo na dan 31. decembra 2007 v Sloveniji 223 oseb z imenom Bine. Po pogostosti uporabe je ime Bine zavzemlo med vsemi moškimi imeni 392. mesto. Ostale oblike imena, ki so bile na ta dan še v uporabi: Binček (manj kot 5), Bina (20), Binca(6).

## Osebni praznik
Bine praznuje god 1. marca.